# Dolerothera theodora
Dolerothera theodora är en fjärilsart som beskrevs av Edward Meyrick 1926. Dolerothera theodora ingår i släktet Dolerothera och familjen äkta malar. Inga underarter finns listade i Catalogue of Life.